# Chérizet
Chérizet település Franciaországban, Saône-et-Loire megyében. Lakosainak száma 19 fő (2022. január 1.). Chérizet Sailly, Saint-André-le-Désert és Salornay-sur-Guye községekkel határos.

## Népesség
A település népességének változása:
| Lakosok száma | 30   | 22   | 21   | 20   | 20   | 20   | 20   | 19   | 19   |
|               | 2013 | 2015 | 2016 | 2017 | 2018 | 2019 | 2020 | 2021 | 2022 |